# Florence (provincie)
De provincie Florence (Italiaans: Provincia di Firenze) is een voormalige provincie in de Italiaanse regio Toscane. Hoofdstad is de gelijknamige stad Florence. Als gevolg van de Wet 142/1990 op de hervorming van de lokale overheidsorganen, in werking getreden op 1 januari 2015 is de provincie vervangen door de metropolitane stad Florence.
De provincie met een oppervlakte van 3514 km² telt 934.000 inwoners, waarvan meer dan een derde in de hoofdstad woont. Het grondgebied is overwegend heuvelachtig, naar het oosten en noorden toe bergachtig (Apennijnen). De provincie wordt doorsneden door de rivier de Arno. In het zuiden (en deels in de provincie Siena) ligt de wijnstreek Chianti.
Belangrijke overige plaatsen in Florence zijn Empoli, Pontassieve, Fiesole, Greve in Chianti en Signa. Ook het dorp Vinci, geboorteplaats van Leonardo da Vinci ligt in de provincie Florence.
Aangrenzende provincies (of metropolitane steden) zijn Prato, Pisa, Arezzo, Siena, Pistoia, Bologna, Forlì-Cesena en Ravenna. De laatste drie liggen in de regio Emilia-Romagna.

## Varia
Bij Tavarnelle Val di Pesa heeft de Nederlandse koninklijke familie een vakantiehuis.